# Plaza de toros de Manzanares
La plaza de toros de Manzanares (Provincia de Ciudad Real, España) es el coso taurino de Manzanares de tercera categoría construido en el año 1900, en el terreno que Isidro Bautista Scwart adquirió al marqués de Salinas. Fue inaugurada el 8 de agosto de ese mismo año, en las fiestas de la localidad. La plaza tuvo distintos propietarios hasta que en 1928 pasó a manos del Ayuntamiento, que realizó distintas reformas.

## Descripción
Actualmente, la plaza es un espacio polivalente en el que tienen lugar, además de los festejos taurinos, distintas actividades culturales y otros espectáculos.

## Historia
Tras el paréntesis de la Guerra Civil, la plaza fue reinaugurada en 1944, con una corrida en la que torearon «El Estudiante», Manolete y Pepe Luis Vázquez. Otras fechas de feliz recuerdo son la del 9 de agosto de 1963, cuando la presencia de El Cordobés produjo un lleno histórico; la del 20 de septiembre de 1969, con la presencia en las gradas de la actriz Ingrid Bergman con sus dos hijas gemelas, y la del 17 de julio de 1982, cuando Televisión Española retransmitió una corrida de toros por primera vez en la provincia de Ciudad Real.

## Reformas
Entre los años 1993 y 1996 se realizó una completa rehabilitación. Las obras acometidas comprendieron, entre otras, la creación de nuevos aseos, el cambio de las tablas de madera del anillo, la reforma total de la enfermería, la ampliación de la zona de toriles y la disposición de una nueva instalación eléctrica que permitiese la celebración de espectáculos nocturnos. 
Entre los años 2011 y principios de junio de 2012 se realizó una nueva remodelación con el Plan de empleo de la Diputación provincial de Ciudad Real destinado en dos fases que dio empleo por 6 meses a 31 personas.
En el proceso se limpió la piedra del graderío recuperando su estado original, pintura, reposición de la numeración, adoquinado de patio de entrada y construcción de 9 palcos VIP con mobiliario que incluyen cáterin y lona publicitaria para empresas. El precio total del palco VIP, fue de 1500 €.
Asimismo, en uno de los túneles de entrada, se recuperó uno de los arcos en ladrillo visto que data de la construcción original de sus inicios. 
En la remodelación se utilizaron materiales reciclados; como los adoquines del patio de la entrada, que se quitaron en su día de algunas calles céntricas o la madera de los bancos de los palcos.

## Efemérides
Su efeméride más trágica es la mortal cogida, el sábado 11 de agosto de 1934, del recordado y llorado torero Ignacio Sánchez Mejías, titular de una de las peñas taurinas de Manzanares a la que da nombre. El verso lorquiano se hace lágrimas, llora el poeta la muerte del torero:

¡Que no quiero verla!
Dile a la luna que venga,
que no quiero ver la sangre 
de Ignacio sobre la arena.